# Поза законом (фільм, 2001)
Поза законом (англ. Outlaw) — американський бойовик 2001 року.

## Сюжет
Колишній поліцейський Френк Коннер найнятий другом дитинства Тедом Каслом для розслідування смерті його батька, авторитетного мафіозі. Одночасно Коннер виконує певну роботу для Малюка Карлоса Монтеньї, яка полягає в усуненні якогось впертого копа Мейза, який не бажає співпрацювати з Малюком на його умовах. По п'ятах за Коннером слідує репортер Мішель Сільверман, фіксуючи всі його дії на фотокамеру. Між Коннері і Мішель зав'язується роман…

## У ролях
- Майкл Медсен — Коннер
- Бо Свенсон — детектив Мейз
- Вільям Форсайт — Тед Касл
- Джефф Фейгі — Джим Моран
- Сінді Амбуель — Мішель Сильверман
- Стівен Борґельт — Вейлет
- Майкл Ґреґорі — Едді
- Ейлін Грубба — Селеста
- Дженні МакШейн
- Анджела Ніколас — Надін
- Лу Саймон — найманий вбивця
- Дезі Сінгх — поліцейський
- Деймон Вітакер